# Comté de Deuel (Dakota du Sud)
Pour les articles homonymes, voir Comté de Deuel.
Le comté de Deuel est un comté situé dans l'État du Dakota du Sud, aux États-Unis. En 2010, sa population est de 4 364 habitants. Son siège est Clear Lake.

## Histoire
Créé en 1862, le comté est nommé en l'honneur de Jacob S. Deuel, membre de la législature du territoire du Dakota.

## Villes du comté
- Cities :
  - Clear Lake
  - Gary

- Towns :
  - Altamont
  - Astoria
  - Brandt
  - Goodwin
  - Toronto

## Démographie
Selon l'American Community Survey, en 2010, 96,31 % de la population âgée de plus de 5 ans déclare parler l'anglais à la maison, 2,36 % l'espagnol et 1,33 % une autre langue.
| 1870 | 1880  | 1890  | 1900  | 1910  | 1920  |
| ---- | ----- | ----- | ----- | ----- | ----- |
| 37   | 2 302 | 4 574 | 6 656 | 7 768 | 8 759 |

| 1930  | 1940  | 1950  | 1960  | 1970  | 1980  |
| ----- | ----- | ----- | ----- | ----- | ----- |
| 8 732 | 8 450 | 7 689 | 6 782 | 5 686 | 5 289 |

| 1990  | 2000  | 2010  | - | - | - |
| ----- | ----- | ----- | - | - | - |
| 4 522 | 4 498 | 4 364 | - | - | - |